# ベルナルド・アチャーガ
ベルナルド・アチャーガ（Bernardo Atxaga, 1951年7月27日 - ）は、スペイン・ギプスコア県出身のバスク語作家。本名はホセバ・イラス・ガルメンディア(Joseba Iraz Garmendia)。長編小説や短編小説に加え、児童や青少年向きの物語、ラジオ脚本、戯曲、作詞、エッセイなどの幅広い分野で活動している。バスク地方の自然や人間を描くことをライフワークとしている。エウスカルツァインディア（バスク語アカデミー）の正会員である。

## 経歴
ビルバオ大学（現・バスク大学）で経済学の学位を取得し、バルセロナ大学で哲学と文学を学んだ。経済学者、書店経営者、バスク語教員、出版業者、ラジオの台本作家として働き、1980年に専業の作家となった。アチャーガは概してバスク語で執筆するが、自らの著作をカスティーリャ語に翻訳するセルフトランスレーションの活動も行っている。バスク文学の歴史について言及して、「若い頃に3年間でバスク語文学の全作品を読み終えてしまった」と、冗談めかして語ったことがある。
1972年頃に執筆活動を始め、同年に「エウスカル・リテラトゥラ」（バスク文学）に寄せたバスク語作家についてのアンソロジーがアチャーガ初の出版物となった。1976年には初の短編『Ziutateaz』を出版し、1978年には初の詩集『Etiopia』を出版した。1988年に出版した短編集『オババコアック』で一躍有名となり、スペイン国民小説賞などを受賞した。この短編集は20言語以上に翻訳されており、2004年には中央公論新社がカスティーリャ語版（アチャーガによるセルフトランスレーション）から訳した日本語版を出版している。1999年にはイギリスのオブザーバー紙によって「21世紀に活躍が期待される書き手」に選出された。2000年にはホセ・アンヘル・アスクンセがアチャーガの伝記を出版した。2005年には『オババコアック』を原作としたモンチョ・アルメンダリス監督による映画『オババ』が公開され、ピラール・ロペス・デ・アジャラがゴヤ賞助演女優賞にノミネートされた。原作はバスク語で書かれたが、映画版はカスティーリャ語で製作されている。

## 受賞
- 1978年 スペイン批評家賞 - 『エチオピア』
- 1985年 スペイン批評家賞 - 『兄弟』
- 1989年 スペイン国民小説賞 - 『オババコアック』
- 1989年 スペイン批評家賞 - 『オババコアック』
- エウスカディ賞 - 『オババコアック』
- Millepages賞 - 『オババコアック』
- 1997年 バスク児童文学賞 - 『Xola eta basurdeak』

## 邦訳作品
- 『オババコアック』西村英一郎訳、中央公論新社、2004年
- 『アコーディオン弾きの息子』金子奈美訳、新潮社、新潮クレスト・ブックス、2020年

## 作品

### 小説
- Obabakoak (1988)
  - Margaret Jull Costa訳による英語版は1992年にロンドンのHutchinsonが出版
  - 『オババコアック』西村英一郎訳、中央公論新社、2004年
- Behi euskaldun baten memoriak (Pamiela, 1991)
  - 英語訳は『Memoirs of a Basque Cow』
- Gizona bere bakardadean (Pamiela, 1993)
  - Margaret Jull Costa訳による英語版『The Lone Man』は1996年にHarvillが出版
- Zeru horiek (1996)
  - Margaret Jull Costa訳による英語版『The Lone Woman』は1999年にHarvillが出版
- Soinujolearen semea (2003)
  - Margaret Jull Costa訳による英語版『The Accordionist's Son』は2007年にHarvill Seckerが出版
  - 日本語訳は『アコーディオン弾きの息子』
- Zazpi etxe Frantzian (2009)
  - Margaret Jull Costa訳による英語版『Seven Houses in France』は2011年にHarvill Seckerが出版
- Borrokaria (2012)
  - Amaia Gabantxo訳による英語版『The Fighter』はEtxepare Basque Instituteが出版

### 短編集
- Bi anai
  - 英語版『Two Brothers』は1985年にEreinが出版
  - 日本語訳は『兄弟』
- Bi letter jaso nituen oso denbora gutxian
  - 英語版『Two letters』1985年にEreinが出版
- Henry Bengoa inventarium, Sugeak txoriari begiratzen dionean, Zeru horiek
  - 英語版『Henry bengoa inventarium. When the Snake looks at the Birds, The Lone Woman』は1995年にEreinが出版
- Sara izeneko gizona
  - 英語版『The Man Named Sara』は1996年にPamielaが出版

### 詩集
- Etiopia (Pott, 1978),
  - 英語訳は『Ethiopia』、日本語訳は『エチオピア』
- Nueva Etiopia (Detursa, 1997)
  - 英語訳は『New Ethiopia』、日本語訳は『新エチオピア』

### 子供向け本
- Chuck Aranberri dentista baten etxean (Erein, 1985)
  - 英語訳は『Chuck Aranberri At a Dentist』
- Nikolasaren abenturak, Ramuntxo detektibe (Elkar 1979)
  - 英語訳は『Adventures of Nicholas, Ramuntxo Detective』
- Siberiako ipuin eta kantak (Erein)
  - 英語訳は『Stories and Songs of Siberia』
- Jimmy Potxolo, Antonino apreta, Asto bat hipodromoan, Txitoen istorio, Flannery eta bere astakiloak (Elkar)
- Xolak badu lehoien berri (Erein, 1995),
- Xola eta basurdeak (Erein 1996)
  - 英語訳は『Xola and the Wild Boars』
- Mundua eta Markoni (BBK fundazioa, 1995)
  - 英語訳は『The World and Markoni』

### その他
- Ziutateaz (1976)
- Lekuak (2005)

## 関連文献
- 金子奈美「バスク語作家ベルナルド・アチャーガの文学と翻訳」2013年